# مسجد سيدي علي بلكبير
مسجد سيدي علي الكبير أو المسجد العتيق مسجد يقع بمدينة القل، غرب ولاية سكيكدة، يعتبر أحد الآثار الرومانية الشاهدة على عراقة المدينة وتجذرها في أعماق التاريخ القديم، استقطب كثيرا من العلماء والأئمة على مر الأزمنة والعصور وآخرهم الشيخ الزهير الزاهري والإمام الوردي.
تجمع الروايات حول قصة بناء هذا المسجد في العهد الروماني، حيث كان في البداية معبدا رومانيا لآلهة البحر  والمحيطات (نبتون)، لذلك فهو يطل مباشرة على بوابة البحر من الواجهة الشرقية، وهناك عمودان يرتكز عليهما محراب المسجد يعودان إلى ذات العهد، كما يوجد 21 عمودا بها زخارف تعود لنفس الحقبة الزمنية، وبعد الفتح الإسلامي تحول هذا المعبد إلى زاوية لتدريس القرآن الكريم، وكان أول من درس بها الشيخ سيدي علي الكبير الذي سمي المسجد باسمه، وقيل أن جثمانه ووري الثرى به.

## بناء المسجد
في عهد الأتراك كان الحاكم أحمد باي بن علي القلي جد أحمد باي بن محمد الشريف قد وعد سكان  المنطقة إذا وفقه الله وأصبح حاكما، أن يبني لهم مسجدا وطلب من سكان هذه المنطقة أن يدعو الله له بتحقيق ذلك، وبمرور الزمن استجاب الله له وعين حاكما في قسنطينة، وأصبحت له شهرة ومكانة عالية، وفي أحد الأيام  اتصل به سكان هذه المنطقة لتذكيره بوعده والوفاء بنذره، فجاء بنفسه لمعاينة المكان، ثم أمر ببناء المسجد في هذا المكان بالذات، وكان ذلك سنة  1756م·
ونظرا لصغر المسجد ، كان المسجد لا يتسع في البداية، إلا لعدد القليل من المصلين نظرا لمساحته الصغيرة وبه باب وأربع نوافذ وقاعة للصلاة، وقيل أن المصلين  كانوا يتوضأون من ماء البحر القريب من المسجد، وبتزايد عدد السكان بدأت توسعة المسجد، فأنشأ للمسجد مكان  للوضوء من الناحية الخلفية، التي كانت أصلا خارج المسجد وضمت فيما بعد إليه. و في سنة   1933م تمت توسعة بالمسجد وأنشئت سدة به تتسع لحوالي  60 مصليا·                   

## الاضرحة
كانت في الأصل خارج المسجد، وعندما أحدثت هذه التوسعة شملتها، فبقيت بداخل المسجد، الذي يتربع على مساحة تقدر بحوالي 450 مترا مربعا ويتسع لحوالي 700 مصل·و ذلك قبل أن يتم نقل الأضرحة خارج المسجد في عملية الترميم الأخيرة.

## التوسعة
بتزايد عدد السكان  عاما بعد عام، أصبح المسجد بحاجة إلى بناء ملحقات بجواره ليغطي الكم الهائل من المصلين الذين يتوافدون عليه، خاصة في أيام صلاة الجمعة والعيدين وفي صلاة التراويح، ففي بداية سنوات الثمانينيات تم  بناء ملحقات تابعة لهذا المسجد. وباعتبار أن المسجد أثري ولا يمكن إحداث أي تغيير عليه، قررت الجمعية الدينية لهذا المسجد في تلك الفترة بناء ملحق للمحافظة على آثاره التي لم تعد تتحمل العدد الكبير من المصلين وهكذا تم بناء الملحق الجواري الذي تقدر مساحته الإجمالية حوالي 450 مترا مربعا ويتسع لأكثر من 500 مصل، رغم ذلك أصبح المسجد اليوم، لا يستوعب الكم الهائل والمتزايد من المصلين، حيث يلجأ الكثير منهم إلى الصلاة بساحة الشهداء القريبة من المسجد، خاصة أثناء صلاة الجمعة .
عرف المسجد العتيق بالقل، عدة عمليات ترميم وكانت أول عملية في سنة 1933 في فترة الاستعمار الفرنسي ثم  سنة 1985، وجاءت عملية الترميم الأخيرة سنة 2013 لتعيد للمسجد الكثير من الوجه التاريخي  والمعماري القديم، أين حظي بعناية خاصة من قبل وزارة الثقافة وخصص له غلاف مالي  بقيمة أكثر من 4 مليار سنتيم  وصنف ضمن المعالم التاريخية والأثرية.